# Krebs (Sternbild)

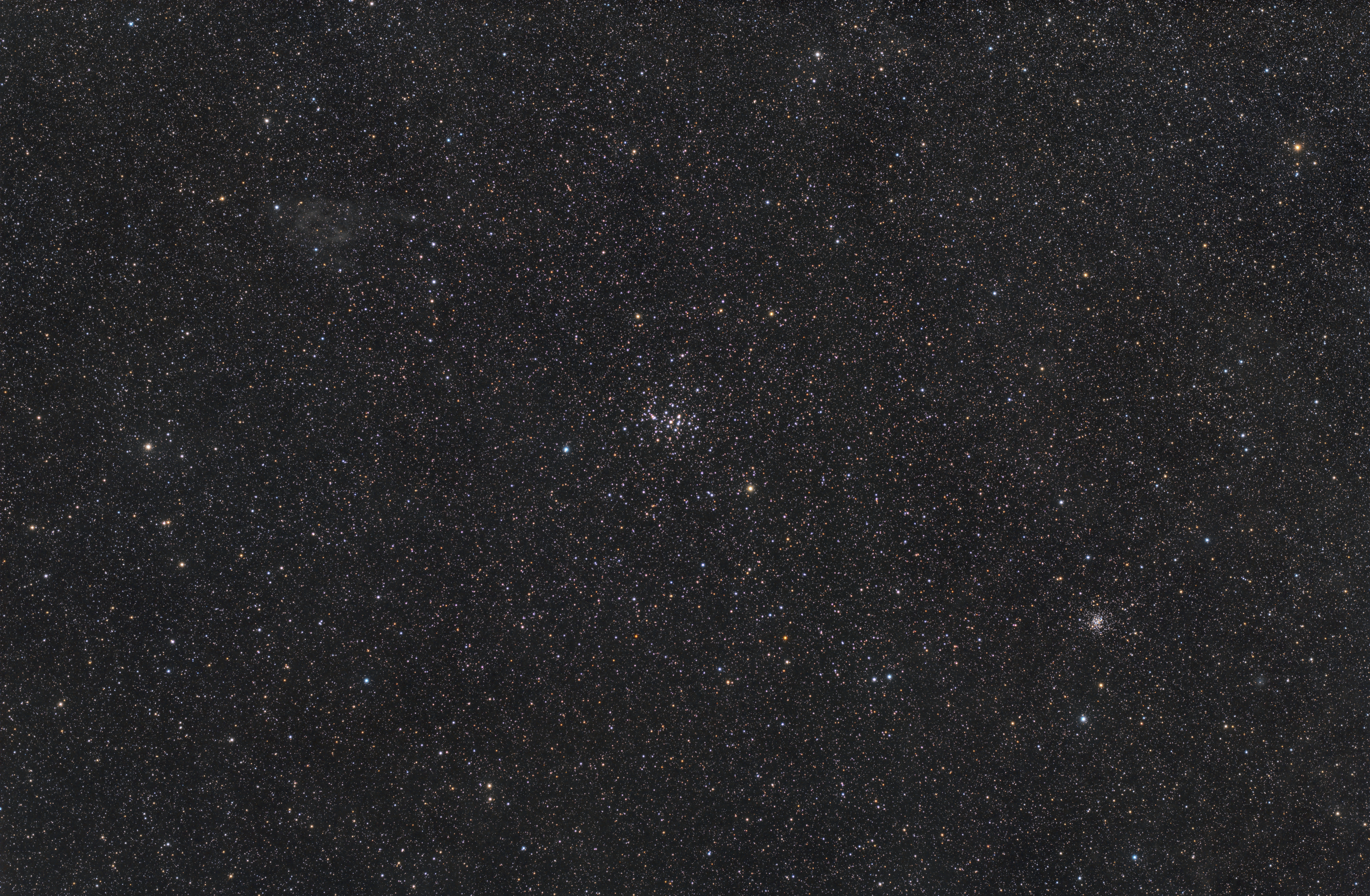
Sternbild Krebs mit den offenen Sternhaufen M 44 (Bildmitte) und M 67 (unten rechts).

Der Krebs (lateinisch Cancer, astronomisches Zeichen ♋) ist ein Sternbild auf der Ekliptik.

## Beschreibung

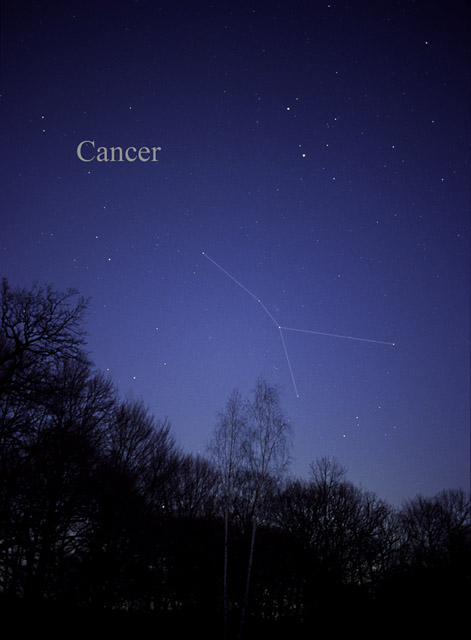
Das Sternbild Krebs, wie es mit dem bloßen Auge gesehen werden kann

Der Krebs ist ein unauffälliges Sternbild, das aus relativ lichtschwachen Sternen gebildet wird. Der hellste, β Cancri (Altarf), erreicht lediglich die 3. Größenklasse. Das Sternbild ist daher etwas schwierig zu entdecken. Am besten findet man es, indem man einer gedachten Linie zwischen den markanten Sternbildern Zwillinge (Gemini) und Löwe (Leo) folgt. Die Sterne des Krebses formen ein auf dem Kopf stehendes Y.
Der Krebs gehört zu den Tierkreiszeichen, also denjenigen Sternzeichen, durch die die Ekliptik läuft. Die Sonne befindet sich jedes Jahr vom 21. Juli bis zum 10. August im Sternbild Krebs.
Das Sternbild enthält zwei interessante offene Sternhaufen: den bereits mit bloßem Auge sichtbaren M 44 (Praesepe, Krippe), und M 67.
Auf der slowenischen 50-Eurocentmünze ist das Sternbild Krebs erkennbar.

## Geschichte

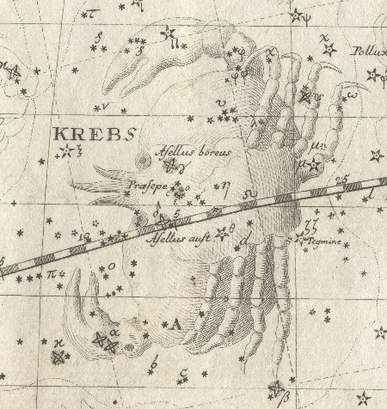
Stich des Sternbildes Krebs

Bereits um 3000 v. Chr. war das Sternbild Krebs im Alten Ägypten unter dem Namen Ab-Schetui bekannt und symbolisierte eine Schildkröte. Im Neuen Reich wurde das Sternbild der Schildkröte mit dem Skarabäus ergänzt, der die Unsterblichkeit repräsentierte und wie die Schildkröte für Tod und Wiedergeburt des Nils im Zusammenhang mit der Nilschwemme stand. Die Babylonier sahen im Sternbild Krebs ebenso eine Schildkröte.
Die Griechen der Antike sahen in der Konstellation einen Krebs. Unter dieser Bezeichnung nahm es Ptolemäus in seine Beschreibung der 48 Sternbilder auf.
In einem astronomischen Manuskript aus dem 12. Jahrhundert wird das Sternbild als Wasserkäfer dargestellt. In einem 1489 erschienenen Werk beschreibt es der arabische Astronom Albumasar als Flusskrebs. In den Karten des Jakob Bartsch aus dem 17. Jahrhundert wird es als Hummer dargestellt.
Zur Zeit der Antike erreichte die Sonne im Sternbild Krebs den höchsten Punkt ihrer Bahn, der die Sommersonnenwende markiert. An diesem Punkt beträgt die Deklination + 23° 26', dies entspricht dem Winkel, um den die Ekliptik gegenüber dem Himmelsäquator geneigt ist. Von hier aus beginnt die Sonne wieder den Abstieg auf ihrer Bahn. Daraus ist die heute noch gebrauchte Bezeichnung Wendekreis des Krebses für den nördlichen Wendekreis (23,5° Nord) entstanden. An allen Orten, die auf diesem Breitengrad liegen, läuft die Sonne am Tag der Sommersonnenwende durch den Zenit. Diese Position der Sonne markiert außerdem den Beginn des Tierkreiszeichens Krebs, das nicht mit dem gleichnamigen Sternbild verwechselt werden darf. 
Aufgrund der Präzession hat sich die Sommersonnenwende aber bereits im Jahre 15 v. Chr. vor dem Sternbild Zwillinge befunden und ist im Jahre 1990 in das Sternbild Stier (nach heutigen Sternbildgrenzen) gewandert.

## Mythologie
Der Krebs taucht als Nebenfigur in mehreren griechischen Sagen und Dichtungen auf.
So soll Zeus ihn als Belohnung an den Himmel versetzt haben, weil er die Flucht einer Nymphe vor dem aufdringlichen Göttervater durch Kneifen verhinderte.
Einem anderen Ursprung nach wird er mit den Heldentaten des Herakles in Verbindung gebracht. Bei seinem Kampf mit der vielköpfigen Hydra tauchte aus den Sümpfen ein riesiger Krebs auf, der den Helden attackierte. Herakles gelang es allerdings, das Untier zu zertreten. Zum Dank wurde der Krebs von Hera, der Gattin des Zeus, an den Himmel versetzt. Herakles war Hera verhasst, da er ein unehelicher Sohn des Zeus war. Herakles und die Hydra wurden als die Sternbilder Herkules und Wasserschlange ebenfalls am Himmel verewigt.
Die Namen der beiden Sterne Asellus Borealis (γ Cancri) und Asellus Australis (δ Cancri) bedeuten im lateinischen nördlicher und südlicher Esel. Sie sollen der Mythologie nach zwei Lasttiere darstellen, die den Gott Dionysos durch mehrere Länder trugen.
Einem anderen Mythos nach ritt Dionysos mit den Eseln in eine Schlacht zwischen den Göttern und Giganten. Die Giganten, die zuvor noch nie solche Tiere zu Gesicht bekommen hatten, gerieten durch das Geschrei der Grautiere so in Panik, dass sie den Kampf verloren.

## Meteorströme
In der Zeit um den 16. und 17. Januar kann der Meteorstrom der Delta-Cancriden beobachtet werden, deren Radiant im Krebs liegt.

## Himmelsobjekte

### Sterne
| B   | F  | Namen o. andere Bezeichnungen       | Größe        | Lj     | Spektralklasse         |
| --- | -- | ----------------------------------- | ------------ | ------ | ---------------------- |
| β   | 17 | Altarf, Al Tarf, Tarf               | 3,53m        | 230    | K4 III                 |
| δ   | 47 | Asellus Australis                   | 3,94m        | 150    | K0 III                 |
| ι   | 48 |                                     | 3,9 m        | 300    | G6 + A3                |
| α   | 65 | Acubens, Al Zubanah, Sertan, Sartan | 4,26m        | 180    | A3                     |
| γ   | 43 | Asellus Borealis                    | 4,66m        | 160    | A1 V                   |
| ζ   | 16 | Tegmen                              | 4,7m         | ca. 82 | F7 V + F9 V + G0 V + M |
| 400 |    | RS                                  | 5,0 bis 5,6m | 2000   | M6 II                  |
| χ   | 18 |                                     | 5,13m        |        |                        |
| 400 | 8  |                                     | 5,14m        |        |                        |
| ξ   | 77 |                                     | 5,16m        |        |                        |
| ο1  | 62 |                                     | 5,22m        |        |                        |
| κ   | 70 |                                     | 5,23m        |        |                        |
| ρ2  | 58 |                                     | 5,23m        |        |                        |
| σ3  | 64 |                                     | 5,23m        |        |                        |
| ρ1  | 55 | Copernicus                          | 5,3m         | 45     | G8 + M3                |
| η   | 33 |                                     | 5,33m        |        |                        |
| θ   | 31 |                                     | 5,33m        |        |                        |
| π   | 55 |                                     | 5,36m        |        |                        |
| 400 | 57 |                                     | 5,40m        | 600    | G8 + K0                |
| τ   | 72 |                                     | 5,42m        |        |                        |
| σ2  | 59 |                                     | 5,44m        |        |                        |
| 400 | 60 |                                     | 5,44m        |        |                        |
| ν   | 69 |                                     | 5,45m        |        |                        |
| 400 | 27 |                                     | 5,56m        |        |                        |
| φ1  | 22 |                                     | 5,58m        |        |                        |
| φ2  | 23 |                                     | 5,6m         | 400    | A3 + A6                |
| 400 |    | X                                   | 5,6 bis 7,5m | 2000   | C6 II                  |
| 400 | 45 |                                     | 5,62m        |        |                        |
| 400 | 15 |                                     | 5,62m        |        |                        |
| 400 | 49 |                                     | 5,42m        |        |                        |
| σ1  | 51 |                                     | 5,67m        |        |                        |
| ο2  | 63 |                                     | 5,68m        |        |                        |
| υ1  | 30 |                                     | 5,71m        |        |                        |
| ψ   | 14 |                                     | 5,73m        |        |                        |

Beta Cancri ist mit einer scheinbaren Helligkeit von 3,52m der hellste Stern im Krebs. Er ist ein orange leuchtender Riesenstern der Spektralklasse K4 in etwa 200 Lichtjahren Entfernung.
Der Name Altarf stammt aus dem arabischen und bedeutet „Auge“.
Die Sterne Gamma und Delta Cancri tragen die lateinischen Name Asellus Borealis und Asellus Australis, „nördlicher und südlicher Esel“. Sie sind 160 bzw. 150 Lichtjahre entfernt. Delta Cancri liegt in unmittelbarer Nähe der Ekliptik. Er wird daher manchmal vom Mond oder von den Planeten bedeckt.
Alpha Cancri (Acubens, arabisch „die Scheren (des Krebses“)) ist ein 180 Lichtjahre entfernter Stern der Spektralklasse A5.

### Doppelsterne
| Objekt | Größen    | Abstand |
| ------ | --------- | ------- |
| φ2     | 6,3m/6,3m | 5,2"    |
| ι      | 4,0m/6,6m | 30,5"   |
| ρ1     | 6,0m/6,2m | 275"    |
| 57     | 6,0m/6,4m | 1,4"    |

Rho1 Cancri (Copernicus) ist ein Doppelsternsystem in 45 Lichtjahren Entfernung, mit einem gelblich der Spektralklasse G8 und einem tiefrot leuchtenden Stern der Spektralklasse M3.
Iota Cancri ist 300 Lichtjahre entfernt und besteht aus zwei Sternen der Spektralklassen G6 und A3. Beide Systeme können bereits mit einem kleineren Teleskop in Einzelsterne aufgelöst werden. Zur Trennung der anderen Doppelsterne benötigt man ein größeres Teleskop.

### Veränderliche Sterne
| Objekt | Größe           | Periode      | Typ                         |
| ------ | --------------- | ------------ | --------------------------- |
| R      | 6,07m bis 12,3m | ca. 357 Tage | Mirastern                   |
| X      | 5,6m bis 7,5m   | ca. 180 Tage | halbregelmäßig veränderlich |
| RS     | 5,0m bis 5,6m   | ca. 120 Tage | halbregelmäßig veränderlich |
| DX     | 14,8m           |              |                             |
| HM     | 21,0m           |              |                             |

R Cancri ist ein etwa 830 Lichtjahre entfernter roter Mirastern, dessen scheinbare Helligkeit mit einer Periode von etwa 357 Tagen zwischen 6,07 und 12,3m schwankt. Sein Spektraltyp variiert zwischen M6e und M9e.
X Cancri ist ein halbregelmäßig veränderlicher Stern in 2.000 Lichtjahren Entfernung. Er ist tiefrot und gehört der Spektralklasse C6 an. In einem Rhythmus von etwa 180 Tagen verändert sich die scheinbare Helligkeit zwischen 5,6 und 7,5m.
RS Cancri ist ebenfalls halbregelmäßig veränderlich. Er ist ebenfalls 2.000 Lichtjahre entfernt, sehr rötlich und gehört der Spektralklasse M6 an. Seine Helligkeit variiert in etwa 120 Tagen zwischen 5,0 und 5,6m.

### Messier- und NGC-Objekte
| Messier (M) | NGC  | sonstige | Größe | Typ                 | Name     |
| ----------- | ---- | -------- | ----- | ------------------- | -------- |
| M44         | 2632 |          | 3,5m  | Offener Sternhaufen | Praesepe |
| M67         | 2682 |          | 7,0m  | Offener Sternhaufen |          |

Im Krebs befinden sich zwei offene Sternhaufen, die der französische Astronom und Kometenjäger Charles Messier in seinen Katalog nebliger Objekte (Messierkatalog) aufnahm.
M44, der auch unter dem Namen Praesepe (Krippe) bekannt ist, liegt etwas westlich der gedachten Verbindungslinie von Gamma Cancri und Delta Cancri. Er ist in einer dunklen Nacht bereits mit dem bloßen Auge zu erkennen. Im Fernglas bietet er einen prächtigen Anblick. M44 ist etwa 500 Lichtjahre entfernt und enthält über 300 Sterne der Größenklassen zwischen 6 und 12m.
M67 steht westlich von Gamma Cancri. Im Fernglas erscheint er als nebliges Fleckchen. Im Teleskop bietet er einen sehr schönen Anblick. M67 ist 2700 Lichtjahre entfernt und enthält etwa 60 Sterne.

### Planeten
Um Copernicus A wurde in den letzten Jahren ein ganzes Planetensystem mit bisher fünf nachgewiesenen Exoplaneten entdeckt. Das System befindet sich etwa 13 Parsec von der Sonne entfernt.